# Озима
Ози́ма (рос. Озимая) — селище у складі Поспєлихинського району Алтайського краю, Росія. Адміністративний центр та єдиний населений пункт Озимівської сільської ради.

## Населення
Населення — 770 осіб (2010; 947 у 2002).
Національний склад (станом на 2002 рік):
- росіяни — 89 %